# Bärbel Wöckel
Bärbel Wöckel (dekliški priimek Eckert), nemška atletinja, * 21. marec 1955, Leipzig, Vzhodna Nemčija.
Nastopila je na olimpijskih igrah v letih 1976 in 1980 ter dvakrat zapored osvojila naslova olimpijske prvakinje v teku na 200 m in v štafeti 4×100 m. Na evropskih prvenstvih je leta 1974 osvojila naslov prvakinje v štafeti 4×100 m ter leta 1982 naslova prvakinje v štafeti 4×100 m in v teku na 200 m ter srebrno medaljo v teku na 100 m.